# Ucrania en los Juegos Paralímpicos de Atenas 2004
Ucrania estuvo representada en los Juegos Paralímpicos de Atenas 2004 por un total de 88 deportistas, 57 hombres y 31 mujeres.

## Medallistas
El equipo paralímpico ucraniano obtuvo las siguientes medallas:
| Nombre | Deporte                    | Evento                                 |
| --- | -------------------------- | -------------------------------------- |
| Oro |                            |                                        |
| Oxana Krechunyak | Atletismo                  | 100 m T37 femenino                     |
| Olexandr Driha | Atletismo                  | 400 m T37 masculino                    |
| Olexandr Driha | Atletismo                  | 800 m T37 masculino                    |
| Olexandr Doroshenko | Atletismo                  | Disco F38 masculino                    |
| Olexandr Doroshenko | Atletismo                  | Peso F38 masculino                     |
| Anton Skachkov | Atletismo                  | Salto de longitud F46 masculino        |
| Anton Skachkov | Atletismo                  | Triple salto F46 masculino             |
| Andréi Zhyltsov | Atletismo                  | 100 m T36 masculino                    |
| Olexandr Yasynovyi | Atletismo                  | Disco F13 masculino                    |
| Andréi Komar | Esgrima en silla de ruedas | Espada individual B masculino          |
| Volodymyr Antonyuk Serhi Babi Taras Dutko Volodymyr Kabanov Ihor Kosenko Denys Ponomaryov Andri Roztoka Anatoli Shevchyk Vitali Trushev Andri Tsukanov Serhi Vakulenko Yevhen Zhuchynin | Fútbol 7                   | Torneo masculino                       |
| Lídiya Soloviova | Levantamiento de potencia  | –40 kg femenino                        |
| Olena Akopyan | Natación                   | 50 m libre S5 femenino                 |
| Viktor Smyrnov | Natación                   | 100 m espalda S11 masculino            |
| Viktor Smyrnov | Natación                   | 100 m maariposa S11 masculino          |
| Viktor Smyrnov | Natación                   | 200 m estilos SM11 masculino           |
| Viktor Smyrnov | Natación                   | 100 m libre S11 masculino              |
| Viktor Smyrnov | Natación                   | 400 m libre S11 masculino              |
| Dmytro Aleksyeyev | Natación                   | 50 m libre S12 masculino               |
| Dmytro Aleksyeyev | Natación                   | 100 m braza SB12 masculino             |
| Andréi Kalina | Natación                   | 100 m braza SB8 masculino              |
| Olexandr Mashchenko | Natación                   | 100 m braza SB11 masculino             |
| Serhi Demchuk Dmytro Kuzmin Dmytro Aleksyeyev Sergui Klippert | Natación                   | 4 × 100 m libre (49 ptos.) masculino   |
| Olexandr Mashchenko Serhi Demchuk Dmytro Aleksyeyev Sergui Klippert | Natación                   | 4 × 100 m estilos (49 ptos.) masculino |
| Plata |                            |                                        |
| Tetyana Yakybchuk | Atletismo                  | Peso F32-34/52/53 femenino             |
| Andréi Zhyltsov | Atletismo                  | 200 m T36 masculino                    |
| Olexandr Driha | Atletismo                  | 1500 m T37 masculino                   |
| Olexandr Yasynovyi | Atletismo                  | Peso F13 masculino                     |
| Olena Akopyan | Natación                   | 50 m mariposa S5 femenino              |
| Olena Akopyan | Natación                   | 200 m libre S5 femenino                |
| Dmytro Kryzhanovskyi | Natación                   | 50 m libre S5 masculino                |
| Dmytro Kryzhanovskyi | Natación                   | 100 m libre S5 masculino               |
| Viktor Smyrnov | Natación                   | 100 m braza SB11 masculino             |
| Sergui Klippert | Natación                   | 100 m espalda S12 masculino            |
| Dmytro Aleksyeyev | Natación                   | 100 m libre S12 masculino              |
| Andréi Kalina | Natación                   | 200 m estilos SM9 masculino            |
| Bronce |                            |                                        |
| Inna Dyachenko | Atletismo                  | 400 m T38 femenino                     |
| Alla Malchyk | Atletismo                  | Peso F35/36 femenino                   |
| Olexandr Ivanyujin | Atletismo                  | 200 m T11 masculino                    |
| Olexandr Doroshenko | Atletismo                  | Jabalina F36/38 masculino              |
| Volodymyr Piddubnyi | Atletismo                  | Peso F11 masculino                     |
| Ivan Kytsenko | Atletismo                  | Triple salto F12 masculino masculino   |
| Olexandr Driha Andréi Onufriyenko Andréi Zhyltsov Serhi Norenko | Atletismo                  | 4 × 100 m T35-38 masculino             |
| Olexandr Driha Andréi Onufriyenko Andréi Zhyltsov Serhi Norenko | Atletismo                  | 4 × 400 m T35-38 masculino             |
| Andréi Komar | Esgrima en silla de ruedas | Florete individual B masculino         |
| Olena Kiseolar | Levantamiento de potencia  | –48 kg femenino                        |
| Yuliya Volkova | Natación                   | 50 m libre S12 femenino                |
| Yuliya Volkova | Natación                   | 400 m libre S12 femenino               |
| Yuliya Volkova | Natación                   | 100 m braza SB12 femenino              |
| Olena Akopyan | Natación                   | 100 m libre S5 femenino                |
| Viktor Smyrnov | Natación                   | 50 m libre S11 masculino               |
| Yuri Andryushin | Natación                   | 50 m mariposa S7 masculino             |
| Dmytro Kuzmin | Natación                   | 100 m braza SB12 masculino             |
| Olexandr Mashchenko | Natación                   | 200 m estilos SM11 masculino           |
| Ihor Zasyadkovych | Yudo                       | –60 kg masculino                       |